# Alassane Pléa
Alassane Pléa (ur. 10 marca 1993 w Lille) – francuski piłkarz pochodzenia malijskiego występujący na pozycji napastnika w holenderskim klubie PSV Eindhoven. Wcześniej grał w niemieckim klubie Borussia Mönchengladbach.

## Życiorys
Jako junior grał w US Ascq, ES Wasquehal oraz w Olympique Lyon. 1 lipca 2011 dołączył do drużyny rezerw OL. Rok później został zawodnikiem pierwszego zespołu tego klubu. W rozgrywkach Ligue 1 zadebiutował 7 października 2012 w zremisowanym 1:1 meczu przeciwko FC Lorient. Na czas trwania rundy wiosennej sezonu 2013/2014 został wypożyczony do drugoligowego AJ Auxerre, zaś 28 sierpnia 2014 odszedł na zasadzie transferu definitywnego do OGC Nice. 13 lipca 2018 został piłkarzem niemieckiej Borussii Mönchengladbach. Kwota transferu wyniosła ok. 23 miliony euro.
Dzięki znakomitym występom Pléa w rundzie jesiennej 2018, gdy był wiceliderem strzelców Bundesligi (8 goli w 11 meczach), selekcjoner Didier Deschamps powołał go w skład reprezentacji Francji na towarzyski mecz z Urugwajem (20 listopada 2018), pod nieobecność innych napastników: Anthony Martial i Alexandre Lacazette. Pléa zadebiutował na Stade de France w wygranym meczu (1:0) z Urugwaju, w którym grał od 80. minuty zmieniwszy strzelca bramki Oliviera Giroud.

## Statystyki klubowe
| Sezon     | Klub                     | Liga       | Mecze | Gole |
| --------- | ------------------------ | ---------- | ----- | ---- |
| 2012/2013 | Olympique Lyon           | Ligue 1    | 1     | 0    |
| 2013/2014 | Olympique Lyon           | Ligue 1    | 6     | 0    |
| 2013/2014 | AJ Auxerre               | Ligue 2    | 15    | 3    |
| 2014/2015 | OGC Nice                 | Ligue 1    | 33    | 3    |
| 2015/2016 | OGC Nice                 | Ligue 1    | 19    | 6    |
| 2016/2017 | OGC Nice                 | Ligue 1    | 25    | 11   |
| 2017/2018 | OGC Nice                 | Ligue 1    | 35    | 16   |
| 2018/2019 | Borussii Mönchengladbach | Bundesliga | 34    | 12   |
| W sumie   | W sumie                  | W sumie    | 168   | 51   |

Stan na 11 maja 2019.